# ホンダ・CBR650F
CBR650F(シービーアールろっぴゃくごじゅうエフ)は、本田技研工業が2014年から2019年に製造販売した、CBRシリーズに属す、排気量が650ccクラスのオートバイである。本項では基本コンポーネンツを共有するCB650F(シービーろっぴゃくごじゅうエフ)についても解説を行う。

## 概要
2014年4月14日発表、同月18日発売の排気量648 ccの大型自動二輪車である。
フルカウルスポーツタイプとしたのがCBR650F、ネイキッドタイプとしたのがCB650Fであるが、エンジン・フレームなどを共用する姉妹車で型式名は共にEBL-RC83である。

## 車両解説
2013年までヨーロッパ市場のみで販売されていたPC41型CBR600F（フルカウル）・CB600F Hornet（ネイキッド）の実質的フルモデルチェンジ車。本モデルでは日本国内ならびに北米市場での販売も視野に入れた世界戦略車として低コストとコンパクト化に主眼を置いて開発されたのが特徴であり、フレームもスチール製ツインチューブダイヤモンド型としたほか、搭載されるRC83E型水冷4ストローク4バルブDOHC4気筒エンジンも内径×行程を67.0×46.0(mm)に設定しながらスロットルボディーの取付角度の最適化や補機類の効率的なレイアウトの採用などによりコンパクト化を実現しており、マフラーも後輪前右側に排気口を持つショートタイプを採用。マス集中化にも貢献した。
サスペンションは前輪がインナーチューブ径41mm・ストローク120mmの正立式テレスコピック、後輪がスイングアームでダンパーには7段階に調整可能なプリロードアジャスターを装備。
ブレーキは前後ともにディスクブレーキで、前輪は径320mmの大型ローターを使用した片押し2ポット式をダブルで、後輪は片押し1ポット式のシングルとし、ABSを標準装備する。
メーターはフル液晶の2眼タイプ。尾灯のみLEDを採用する。
なお、本モデルは日本国外仕様がタイ王国バンコクのタイ・ホンダ・マニュファクチュアリングカンパニー・リミテッド(Thai Honda Manufacturing Co., Ltd.)、日本国内仕様が熊本県菊池郡大津町平川の熊本製作所で製造されていた。

### CBR650F
CBRの車名・セパレートハンドル・フルカウルを装備するが、スーパースポーツを意識したものではなく空力性能とウインドプロテクション効果を追求したものである。

### CB650F
CBシリーズの車名からオンロード系ネイキッドモデルであり、バーハンドルならびにタンクシェラウドを装備する。

## 遍歴
2014年4月14日発表、同月18日発売
当初は以下の車体色を設定。
- CBR650F：パールグレアホワイト・ヴィクトリーレッド・グラファイトブラック
- CB650F：アトモスフィアブルーメタリック・マットガンパウダーブラックメタリック

2015年1月13日発表、同月18日発売
CBR650Fに100台限定で配色がトリコロールのパールメタロイドホワイトとしたCBR650F・特別カラーを追加。
2017年4月13日発表、同月14日発売
平成28年自動車排出ガス規制適合ならびに以下の仕様変更を伴うマイナーチェンジを実施。
- 型式名を2BL-RC83へ変更
- エアファンネル短縮化やマフラー内部構造を3室から2室に変更し最高出力を90 PS (66 kW) / 11,500 rpmへ向上
- マニュアルトランスミッションの2速 - 5速をローレシオ化
- ヘッドライトをLEDバルブ化
- シリンダーヘッドカバーならびにクランクケースカバーをブロンズ色へ変更
- フロントサスペンションにショーワ製デュアルベンディングバルブを採用
- 車体色を変更

- CBR650F：パールグレアホワイト・ヴィクトリーレッド・マットガンパウダーブラックメタリック
- CB650F：ヴィクトリーレッド/シルバー（ツートーン）・ソードシルバーメタリック/ブラック（ツートーン）

2019年
実質的後継モデルとなる2BL-RH03型CBR650R・CB650Rへフルモデルチェンジされる形で製造ならびに販売終了。

## 諸元
| 車名                    | CBR650F                             | CB650F                              |                          |                          |
| 型式                    | EBL-RC83                            | EBL-RC83                            |                          |                          |
| モデルイヤー            | 2014                                | 2014                                |                          |                          |
| 全長（m）               | 2.110                               | 2.110                               |                          |                          |
| 全幅（m）               | 0.775                               | 0.775                               |                          |                          |
| 全高（m）               | 1.145                               | 1.120                               |                          |                          |
| シート高（m）           | 0.810                               | 0.810                               |                          |                          |
| 最低地上高（m）         | 0.13                                | 0.15                                |                          |                          |
| ホイールベース（m）     | 1.450                               | 1.450                               |                          |                          |
| 最低回転半径（m）       | 3.0                                 | 2.8                                 |                          |                          |
| 車両重量（kg）          | 211                                 | 208                                 |                          |                          |
| 60㎞/h定地走行燃費      | 31.5 km/L                           | 31.5 km/L                           |                          |                          |
| WMTCモード（クラス3-2） | 22.2 km/L                           | 22.2 km/L                           |                          |                          |
| 原動機型式名            | RC83E                               | RC83E                               |                          |                          |
| エンジン型式            | 水冷4ストローク4バルブDOHC直列4気筒 | 水冷4ストローク4バルブDOHC直列4気筒 |                          |                          |
| 総排気量                | 648 cc                              | 648 cc                              |                          |                          |
| 内径×行程（mm）         | 67.0×46.0                           | 67.0×46.0                           |                          |                          |
| 圧縮比                  | 11.4                                | 11.4                                |                          |                          |
| 燃料供給                | 電子式燃料噴射装置（PGM-FI）        | 電子式燃料噴射装置（PGM-FI）        |                          |                          |
| 最高出力                | 83 PS (61 kW) / 9,500 rpm           | 83 PS (61 kW) / 9,500 rpm           |                          |                          |
| 最大トルク              | 6.4 kgf-m (63 N-m) / 8,000 rpm      | 6.4 kgf-m (63 N-m) / 8,000 rpm      |                          |                          |
| 点火方式                | フルトランジスタ式バッテリー点火    | フルトランジスタ式バッテリー点火    |                          |                          |
| 始動方式                | セルフスターター                    | セルフスターター                    |                          |                          |
| 潤滑方式                | 圧送式飛沫式併用ウエットサンプ      | 圧送式飛沫式併用ウエットサンプ      |                          |                          |
| 燃料タンク容量          | 17 L                                | 17 L                                |                          |                          |
| クラッチ                | 湿式多板コイルスプリング            | 湿式多板コイルスプリング            | 湿式多板コイルスプリング | 湿式多板コイルスプリング |
| 変速方式                | 左足動常時噛合式6速リターン         | 左足動常時噛合式6速リターン         |                          |                          |
| 1速                     | 3.071                               | 3.071                               |                          |                          |
| 2速                     | 2.235                               | 2.235                               |                          |                          |
| 3速                     | 1.777                               | 1.777                               |                          |                          |
| 4速                     | 1.520                               | 1.520                               |                          |                          |
| 5速                     | 1.333                               | 1.333                               |                          |                          |
| 6速                     | 1.214                               | 1.214                               |                          |                          |
| 減速比（1次/2次）       | 1.690/2.800                         | 1.690/2.800                         |                          |                          |
| フレーム形式            | ダイヤモンド式                      | ダイヤモンド式                      |                          |                          |
| フロントサスペンション  | テレスコピック                      | テレスコピック                      |                          |                          |
| リヤサスペンション      | スイングアーム                      | スイングアーム                      |                          |                          |
| キャスター              | 25°30'                              | 25°30'                              |                          |                          |
| トレール                | 101.0 mm                            | 101.0 mm                            |                          |                          |
| タイヤ（前）            | 120/70ZR17 M/C58W                   | 120/70ZR17 M/C58W                   |                          |                          |
| タイヤ（後）            | 180/55ZR17 M/C70W                   | 180/55ZR17 M/C70W                   |                          |                          |
| ブレーキ（前）          | 油圧式ダブルディスク                | 油圧式ダブルディスク                |                          |                          |
| ブレーキ（後）          | 油圧式シングルディスク              | 油圧式シングルディスク              |                          |                          |
| 標準現金価格            | \999,000                            | \923,400                            |                          |                          |
| ----------------------- | ----------------------------------- | ----------------------------------- | ------------------------ | ------------------------ |